# Células de Golgi

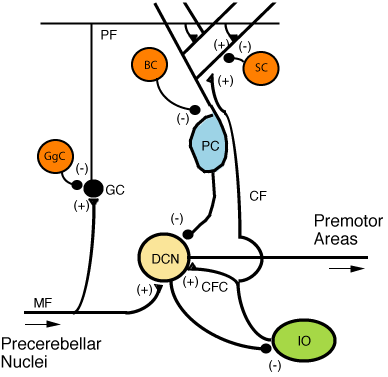
Microcircuito do cerebelo. Sinapses excitatórias são denotadas pelo sinal positivo (+) e sinapses inibitórias pelo negativo (-).

Na neurociência, as células de Golgi são interneurônios inibitórios dentro da camada granular do cerebelo. Elas foram identificadas pela primeira vez como inibidores por Eccles et al., em 1964. Essas células também foram o primeiro exemplo de uma rede de retroalimentação inibitória, onde o interneurônio inibitório foi identificado anatomicamente. Tais células fazem sinapse com o dendrito das células granulares e as células unipolares, recebendo estímulos excitatórios de fibras musgosas, que também fazem sinapse em células granulares e fibras paralelas, por sua vez, as fibras paralelas são longos axônios de células granulares. Assim, este circuito permite a alimentação e inibição do retorno de células granulares.
A sinapse principal feita por essas células é excitatória de células musgosas de fibras e grânulos em um glomérulo, que por sua vez é formado pelo terminal de fibra musgosa, dendritos de células granulares, terminal de Golgi, envolvido por um revestimento glial. Portanto, a célula de Golgi atua alterando a sinapse celular de fibras granulosas e musgosas.
As células do Golgi usam o ácido gama-aminobutírico (GABA) como seu transmissor. O nível basal do ácido produz uma condutância de vazamento pós-sináptico ativando tonicamente os receptores GABA-A que contém a alfa 6 na célula granular. Esses receptores de alta afinidade estão localizados sinapticamente e extra-sinapticamente na célula granular. Os receptores sinápticos medeiam a contração fásica, com duração de cerca de 20 a 30 milissegundo (ms), enquanto os receptores extra-sinápticos medeiam a inibição tônica em torno de 200ms e são ativados por derrames de sinapses.

## Tipos
- O Golgi I ou Golgi tipo I é um neurônio que tem um longo axônio que começa na substância cinzenta do sistema nervoso central e pode se estender a partir daí.[6]
- O Golgi II ou Golgi tipo II é um neurônio que não possui axônio ou, então, possui um axônio curto que não envia ramificações para fora da substância cinzenta do sistema nervoso central.[7]

A distinção entre ambos os tipos foi introduzida pelo neuroanatomista pioneiro Camillo Golgi, com base na aparência sob um microscópio de neurônios corados com a mancha de Golgi que ele havia inventado. Santiago Ramón y Cajal postulou que os animais mais desenvolvidos tinham mais células do tipo II em comparação com os neurônios do tipo I.